# Canton d'Anglès
Pour les articles homonymes, voir Anglès (homonymie).
Le canton d'Anglès est une ancienne division administrative française, située dans le département du Tarn.

## Géographie
Ce canton était organisé autour d'Anglès dans l'arrondissement de Castres. Son altitude variait de 358 m pour Anglès à 1 111 m pour Lamontélarié, avec une moyenne de 764 m.

## Histoire
- Lors de sa création, le canton d'Anglès fait partie du district de Saint-Pons dans le département de l'Hérault. Par la loi du 28 pluviôse an V, le canton d'Anglès est cédé au Tarn, en échange du canton de Saint-Gervais-sur-Mare. Par la loi du 17 juin 1846, Lasfaillades passe du canton de Brassac à celui d'Anglès. Par la même loi, la commune du Margnès d'Anglès quitte le canton d'Anglès pour celui de Brassac en fusionnant avec le Margnès de Brassac.

- De 1833 à 1848, les cantons d'Anglès et de Brassac (Castelnau-de-Brassac) avaient le même conseiller général. Le nombre de conseillers généraux était limité à 30 par département[1].

- Il est supprimé par le décret du 17 février 2014 qui entre en vigueur lors des élections départementales de mars 2015[2]. Il est englobé dans le canton des Hautes Terres d'Oc.

## Représentation

### Conseillers généraux de 1833 à 2015
| Période | Période      | Identité                                                | Étiquette    | Qualité                                                                                     |
| ------- | ------------ | ------------------------------------------------------- | ------------ | ------------------------------------------------------------------------------------------- |
| 1833    | 1839         | Louis Boulade                                           |              | Notaire royal, Brassac                                                                      |
| 1839    | 1848         | Antoine du Bernard                                      | Droite       | Avocat puis magistrat Président du Tribunal d'Albi, Conseiller à la Cour Royale de Toulouse |
| 1848    | 1852         | Pierre Houlès                                           |              | Notaire à Anglès                                                                            |
| 1852    | 1860 (décès) | Louis Vieu                                              |              | Maître des forges de Monségou à Lamontélarié                                                |
| 1860    | 1870         | Louis Rouanet                                           |              | Médecin, maire d'Anglès, conseiller d'arrondissement                                        |
| 1870    | 1871         | Henri de Larembergue                                    |              | Propriétaire à Anglès                                                                       |
| 1871    | 1874         | Louis Rouanet                                           |              | Médecin, maire d'Anglès                                                                     |
| 1874    | 1886         | Marie Joseph Louis de Saint-Vincent                     | Droite       | Propriétaire à Anglès (château de Brassac) et à Toulouse                                    |
| 1886    | 1898 (décès) | Baron André Reille                                      | Droite       | Député (1894-1898), maire de Saint-Amans-Soult (1888-1898)                                  |
| 1898    | 1904         | Baron Xavier Reille-Soult-Dalmatie (frère du précédent) | Conservateur | Ancien officier d'artillerie Député (1898-1910) Maire de Saint-Amans-Soult                  |
| 1904    | 1910         | Napoléon Ney, duc d'Elchingen                           | Conservateur | Propriétaire à Anglès                                                                       |
| 1910    | 1919         | Charles Cormouls-Houlès                                 | Act.lib.     | Propriétaire à Lasfaillades                                                                 |
| 1919    | 1928         | Armand Maynadier                                        | Rad.         | Greffier de paix, maire d'Anglès (1912-1914 et 1919-1925)                                   |
| 1928    | 1934         | Camille Rouanet de Lugan                                | URD          | Docteur en médecine à Castres                                                               |
| 1934    | 1940         | Charles Cauquil                                         | DVG          | Bijoutier à Narbonne Propriétaire à La Souque                                               |
|         |              |                                                         |              |                                                                                             |
| 1945    | 1955         | Charles Cauquil                                         | DVG          | Bijoutier à Narbonne Propriétaire à La Souque                                               |
| 1955    | 1961         | Gaston Delost                                           | RGR          | Inspecteur d'assurances honoraire Maire d'Anglès (1952-1959)                                |
| 1961    | 1973         | Henri Maillet (1895-1982)                               | SE puis RI   | Maire d'Anglès (1959-1971)                                                                  |
| 1973    | 2004         | André Cauquil                                           | UDR puis RPR | Artisan, constructeur de chalets Maire d'Anglès (1971-2001)                                 |
| 2004    | 2015         | Serge Cazals                                            | DVG          | Retraité de l'enseignement Maire d'Anglès (2001-2008)                                       |

### Conseillers d'arrondissement (de 1833 à 1940)
| Période                                  | Période | Identité                  | Étiquette   | Qualité |
| ---------------------------------------- | ------- | ------------------------- | ----------- | --- |
| 1833                                     | 1848    | Jean Houlès               |             | Médecin, ancien maire d'Anglès (1826-1832)                                                                  |
| 1848                                     | 1860    | Louis Rouanet des Fargues |             | Médecin, maire d'Anglès (1852-1888)                                                                         |
|                                          |         |                           |             | |
| 1883                                     | 1895    | M. Bouffé                 | Droite      | |
| 1895                                     | 1901    | Jean Galibert             | Droite      | Cultivateur propriétaire, maire d'Anglès (1898-1900)                                                        |
| 1901                                     |         | Paul Azaïs                | Républicain | Maire d'Anglès (1900-1904)                                                                                  |
|                                          |         |                           |             | |
| 1925                                     | 1940    | Jean Galibert             | URD         | Maire d'Anglès (1934-1935)                                                                                  |
| 1940                                     |         |                           |             | Les conseils d'arrondissement ont été suspendus par la loi du 12 octobre 1940 et n'ont jamais été réactivés |
| Les données manquantes sont à compléter. |         |                           |             | |

## Composition
Le canton d'Anglès comprenait trois communes et comptait 666 habitants, selon la population municipale au 1er janvier 2012.
| Communes     | Population (2012) | Code postal | Code Insee |
| ------------ | ----------------- | ----------- | ---------- |
| Anglès       | 521               | 81260       | 81014      |
| Lamontélarié | 67                | 81260       | 81134      |
| Lasfaillades | 78                | 81260       | 81137      |

## Démographie
| 1962  | 1968  | 1975 | 1982 | 1990 | 1999 | 2006 | 2012 |
| ----- | ----- | ---- | ---- | ---- | ---- | ---- | ---- |
| 1 093 | 1 150 | 859  | 799  | 715  | 718  | 690  | 666  |